# 홉 (단위)
홉 또는 합(合)은 척근법의 단위이다.

## 부피
부피를 재는 단위이며, 0.18리터 정도의 부피이다. 열 홉은 한 되이며, 곡식, 가루, 액체 등을 재는 단위이다.

## 넓이
땅의 넓이를 재는 단위인 홉은 1평의 10분의 1이다.